# Аденски залив
Аденският залив (на арабски: خليج عدن‎) е залив в западната част на Арабско море, разположен между Арабския полуостров на север и Сомалийският полуостров на юг. На запад чрез протока Баб ел Мандеб заливът се свързва с Червено море. Дължината от запад на изток е 950 km, ширината на входа (между носовете Гвардафуй на юг и Фартак на север) е 425 km. По бреговете му са разположени три държави: Йемен на север, Сомалия на юг и Джибути на запад.

## Хидрография
Температурата в залива варира между 15 °C и 28 °C в зависимост от сезона и появата на мусоните. Солеността на 10 m дълбочина варира от 35,3‰ по източното крайбрежие на Сомалия до 37,3‰ в централните части на залива. Съдържанието на кислород на тази дълбочина е нормално. Характерна особеност на залива е интензивното светене на водата на повърхността. Приливите са неправилни полуденонощни с височина до 2,9 m

## Търговия
Аденският залив е жизненоважен за транспорта, особено за транспорта на петрол от персийския залив, което е от важно значение за световната икономика. Близо 11% от транспортирания по море нефт в света преминава през залива към Суецкия канал или към регионалните рафинерии. Основните пристанища около залива са Аден (Йемен), Джибути (Джибути) и Зейла, Бербера и Босасо (Сомалия).

## Екология
Аденският залив има уникално биоразнообразие – риби, корали, птици и безгръбначни. Това се дължи на липсата на замърсители, но в днешно време замърсяването и липсата на координираните усилия за контрол застрашават цялото биоразнообразие в залива.